# لسان الثور البومي
لسان الثور البومي (باللاتينية: Anchusa strigosa) نوع نباتي يتبع جنس لسان الثور من الفصيلة الحِمحِمية.

## البيئة والانتشار
موطنه بلاد الشام وتركيا.